# Лаграндж (Мен)
Лаграндж (англ. Lagrange) — місто (англ. town) в США, в окрузі Пенобскот штату Мен. Населення — 635 осіб (2020).

## Демографія
Згідно з переписом 2010 року, у місті мешкало 708 осіб у 298 домогосподарствах у складі 189 родин. Було 380 помешкань
Расовий склад населення:
| - 96,6 % — білих - 1,4 % — корінних американців - 0,6 % — азіатів - 0,3 % — чорних або афроамериканців |

До двох чи більше рас належало 1,1 %. Частка іспаномовних становила 0,8 % від усіх жителів.
За віковим діапазоном населення розподілялося таким чином: 20,8 % — особи молодші 18 років, 67,2 % — особи у віці 18—64 років, 12,0 % — особи у віці 65 років та старші. Медіана віку мешканця становила 42,8 року. На 100 осіб жіночої статі у місті припадало 105,8 чоловіків;  на 100 жінок у віці від 18 років та старших — 116,6 чоловіків також старших 18 років.
Середній дохід на одне домашнє господарство  становив 50 225 доларів США (медіана — 40 000), а середній дохід на одну сім'ю — 60 905 доларів (медіана — 51 875). Медіана доходів становила 35 536 доларів для чоловіків та 31 250 доларів для жінок. За межею бідності перебувало 15,4 % осіб, у тому числі 17,5 % дітей у віці до 18 років та 14,7 % осіб у віці 65 років та старших.
Цивільне працевлаштоване населення становило 243 особи. Основні галузі зайнятості: освіта, охорона здоров'я та соціальна допомога — 35,8 %, транспорт — 14,0 %, сільське господарство, лісництво, риболовля — 8,2 %, роздрібна торгівля — 7,4 %.